# Billy Roisz
Billy Roisz (* 1967 in Wien) ist eine österreichische Video- und Performance-Künstlerin sowie Musikerin (E-Bass, Electronics).

## Leben
Billy Roisz kam Anfang der 1990er Jahre in Wien mit dem Avantgardefilm in Berührung. Seit Ende der 1990er Jahre experimentiert sie mit elektromagnetischen Signalen aus Röhrenfernsehern und der Interferenz zwischen Sound und Bild.
Sie fertigt Kurzfilme oder tritt als Live-Performerin auf. Sie arbeitete mit Dieb13, Angélica Castelló, Toshimaru Nakamura, ERikm, Ilpo Väisänen oder der Videokünstlerin Michaela Grill zusammen.
Die Kurzfilme zounk!, darkroom und THE waren im Wettbewerb Berlinale Shorts zu sehen.

## Filmografie (Auswahl)
- 2001: Smokfraqs
- 2002: Blinq
- 2008: TILT
- 2011: Chiles en Nogada
- 2012: zounk!
- 2014: darkroom
- 2015: THE
- 2023: Happy Doom[2]

## Diskografie
- 2008: Skylla (mit Silvia Fässler) (Mego)
- 2012: Walking The Monkey (Mego)
- 2014: Scuba (mit Angélica Castelló, Dieb13 und Burkhard Stangl) (Mikroton Recordings)

## Preise & Auszeichnungen
- 2009: Österreichischer Förderungspreis für Filmkunst in der Gattung Experimentalfilm
- 2021: Österreichischer Kunstpreis für Film[3]